# بدون سابق إنذار (فلم)
بدون سابق إنذار (بالإنجليزية: Out of Blue) هو فيلم درامي عن الجريمة لعام 2018، من إخراج كارول مورلي. الفيلم من إنتاج كايرو كانون وماجي مونتيث ولوك روج، ومن بطولة مامي جومرر وجيمس كان، في الأدوار الرئيسية. والفيلم مأخوذ عن رواية «القطار الليلي» للكاتب مارتن أميس عام 1997.

## طاقم التمثيل
- باتريشيا كلاركسون: في دور المحققة مايك هوليهان
- توبي جونز: في دور البروفيسور إيان سترامي
- جاكي ويفر: في دور ميريام روكويل
- جيمس كان: في دور العقيد توم روكويل
- مامي جومر: في دور جينيفر روكويل
- آرون تفيت: في دور توني سيلفو
- جوناثان ماجورز: في دور دنكان ج.رينولدز
- بري كولينز: في دور سابرينا وايت[5]

## أحداث الفيلم
تحقق المحققة مايك هوليهان (باتريشيا كلاركسون) في مقتل جينيفر روكويل (مامي جومر)، عالمة الفيزياء الفلكية في مرصد في نيو أورلينز، والتي كانت قد ألقت محاضرة عن الثقوب السوداء في المساء، لكن مدير المرصد (توبي جونز) عثر عليها ميتة في صباح اليوم التالي. كانت قد أصيبت برصاصة في وجهها، لكن لم يكن هناك سلاح، ويوجد جورب وعلبة كريم الترطيب في مكان الحادث. يدعي المدير أنه كان بالخارج طوال الليل مع زميلة. يتضح أن الجورب خاص بصديق جينيفر، الذي يدعي أنه زارها وغادر على عجل للعمل على نظرية جديدة.  ترجح المحققة والمشرفة المساعدة لها أن هذا الحادث يبدو مثل حوادث القاتل المتسلسل المسمى «القاتل ذو العيار 38 مللي» الذي قتل شابات كثيرات، ولكنه توقف منذ سنوات عديدة. كان القاتل دائما يحتفظ بألعاب صغيرة يأخذها من ضحاياه. أثناء إجراء بحث أكثر تفصيلاً في المنطقة، تعثر مايك على مسدس عيار38 مللي في علبة ووشاح أحمر كانت رأته في أحلامها منذ أيام، وتتبع المسدس يقودها إلى مدير المرصد، الذي يعترف بأنه وجد سلاحه بجوار الجثة وحاول التخلص منها حتى لا يكون مشتبهًا فيه. تستنتج مايك أن جينيفر أطلقت النار على نفسها، ويتفق معها باقي المحققين.
تبدأ مايك في الشك في خطأ نظرية الانتحار، حيث تبحث في صور مسرح الجريمة ولا تجد صور لوعاء الكريم المرطب الذي لاحظته، وعندما تشتري نفس وعاء الكريم، تتفاعل كما لو أن الذكريات تعود بها إلى الوراء. يظهر مقطع فيديو تم تصويره أثناء محاضرة جينيفر حول الثقوب السوداء وبعض الأشخاص الذين حضروا، وهناك ظل لرجل بقبعة، يشبه إلى حد كبير ظل والد جينيفر. تعود مايك وتتفقد منزل العائلة، وأخوي جينيفر، حيث تجد بروشًا قديمًا كانت جينيفر ترتديه، ولكنه كان مفقود من مسرح الجريمة، وعندما تتحدث مع أفراد الأسرة، يتضح أن والد جينيفر (جيمس كان) شخصية مخيفة، ويخشى أفراد الأسرة الحديث عنه. تستعيد مايك أقوال أحد الشهود يروي عن إحدى جرائم القتل القديمة وسماع المشتبه به يسير كما لو كان يحمل عصا، تمامًا مثل والد جينيفر، وفي صور الأب، يبدو أنه يغير العصا من يده اليمنى إلى اليسرى، ومستخدماً إياها بشكل غير متسق. تستنتج مايك أن الأب كان يقتل شابات يشبهن أمه، ولكن القتل توقف عندما ولدت ابنته (جينيفر). تذهب مايك لتواجه الأب ولكنه يستولى على سلاحها ويبدد شكوكها نحوه. تحاول مايك الانتحار في نفس مكان انتحار جينيفر، لكنها تتراجع، وفي منزلها، تسترجع مقتل والدتها، التي قتلت عندما كانت صغيرة ومختبئة في خزانة، حيث أطلق عليها طلقات من مسدس عيار 38، وخرجت الصغيرة مايك من الخزانة وفركت الكريم المرطب على يدي والدتها المتوفاة، وطلبت منها الاستيقاظ. تقود مايك سيارتها وقد ادركت أنها قد حلت لغز وفاة جينيفر، وتغلبت على هواجسها.

## استقبال الفيلم
حصل الفيلم في موقع الطماطم الفاسدة على درجة 37% من 63 تعليق للنقاد، كما منح موقع ميتاكريتك الفيلم درجة 49% من تعليقات 16 ناقد. كتب بيتر برادشو من صحيفة الجارديان: «فيلم معيب، لكنه فيلم قيِّم». كتب روبي كولين من صحيفة ديلي تلغراف: «هذا الفيلم البوليسي الذي تدور أحداثه في نيو أورليانز من كارول مورلي ينفذ انقلابًا غير مرغوب فيه ولكنه مثير للإعجاب بشكل غريب: نهاية الأحداث في لغز جريمة القتل، هي غير منطقية وواضحة في نفس الوقت، مثل سيارة مهرج تسير على مهبط طائرات».
دخل الفيلم في منافسة مهرجان تورونتو السينمائي الدولي.

## روابط خارجية
- بدون سابق إنذار على موقع IMDb (الإنجليزية)
- بدون سابق إنذار على موقع ميتاكريتيك (الإنجليزية)
- بدون سابق إنذار على موقع روتن توميتوز (الإنجليزية)
- بدون سابق إنذار على موقع أول موفي (الإنجليزية)
- بدون سابق إنذار على موقع بوكس أوفيس موجو (الإنجليزية)
- بدون سابق إنذار على موقع قاعدة بيانات الفيلم (الإنجليزية)
- بدون سابق إنذار على موقع ليتربوكسد (الإنجليزية)
- بدون سابق إنذار على موقع كينوبويسك (الروسية)